# Хаджигеоргиу, Ница
Ница Хаджигеоргиу (греч. Νίτσα Χατζηγεωργίου; род. 1950, Фамагуста) — кипрская художница.
В результате военных действий между турецкой и греческой общинами острова вместе с семьей переехала в Никосию, где работала и училась, пока у неё не появилась возможность продолжить своё образование в Афинской школе искусств (1969—1974), где среди её преподавателей был выдающийся греческий художник Янис Моралис. Изучала классическое и современное искусство, а также занималась реставрацией древних памятников. С 1975 г. преподаёт рисование в Никосии.
В 1991 году Ница Хаджигеоргиу получила золотую медаль на художественном Триеннале в Дели (Индия). Её работы выставлялись в России (Москва), Англии, Греции, Германии, Франции, Бельгии, Австралии, Индии, Египте, Кувейте и др. Среди многочисленных кипрских выставок с её участием была, в частности, выставка новейшего кипрского искусства под патронатом первой леди страны. Произведения Хаджигеоргиу хранятся в многих музеях и частных коллекциях.